# Krobshausen
Krobshausen ist ein Gemeindeteil der Stadt Feuchtwangen im Landkreis Ansbach (Mittelfranken, Bayern). Krobshausen liegt in der Gemarkung Banzenweiler.

## Geografie

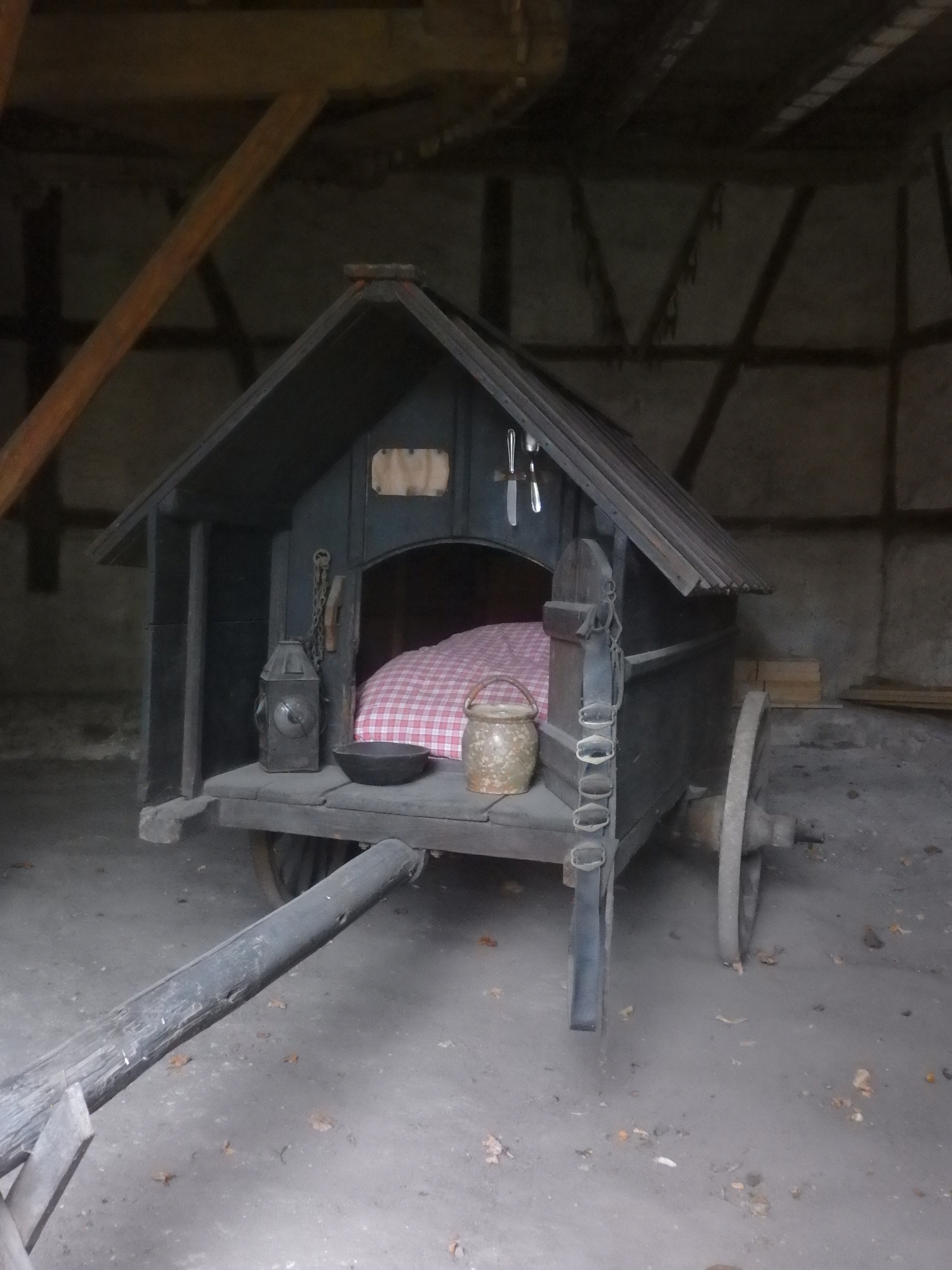
Schäferkarren aus Krobshausen

Unmittelbar nördlich des Weilers fließt der Mühlgraben, unmittelbar südlich der Krobshauser Graben, die beide 200 Meter weiter östlich als rechte Zuflüsse in die Sulzach münden. Im Süden grenzt das Hausfeld an, 0,5 km westlich liegt das Kreuzfeld. Die Bundesstraße 25 führt nach Dorfgütingen (1,3 km nördlich) bzw. nach Banzenweiler (1,1 km südlich). Die Kreisstraße AN 36 führt nach Gehrenberg (1,6 km westlich).

## Geschichte
Krobshausen lag im Fraischbezirk des ansbachischen Oberamtes Feuchtwangen. Im Jahr 1732 bestand der Ort aus 4 Anwesen. Die Dorf- und Gemeindeherrschaft hatte das Klosterverwalteramt Sulz. Grundherren waren das Klosterverwalteramt Sulz (1 Hof, 1 Halbhof, 1 Köblersgut) und das Kastenamt Feuchtwangen (Krobshäuser Mühle). An diesen Verhältnissen hatte sich bis zum Ende des Alten Reiches nichts geändert. Von 1797 bis 1808 unterstand der Ort dem Justiz- und Kammeramt Feuchtwangen.
Mit dem Gemeindeedikt (frühes 19. Jahrhundert) wurde Krobshausen dem Steuerdistrikt Breitenau und der Ruralgemeinde Banzenweiler zugeordnet. Im Zuge der Gebietsreform in Bayern wurde Krobshausen am 1. Juli 1971 nach Feuchtwangen eingemeindet.

## Einwohnerentwicklung
| Jahr      | 001818 | 001840 | 001861 | 001871 | 001885 | 001900 | 001925 | 001950 | 001961 | 001970 | 001987 |
| Einwohner | 28     | 18     | 46     | 25     | 21     | 23     | 25     | 38     | 20     | 18     | 18     |
| Häuser    | 3      | 2      |        |        | 3      | 5      | 5      | 3      | 3      |        | 4      |
| Quelle    | [ 9 ]  | [ 10 ] | [ 11 ] | [ 12 ] | [ 13 ] | [ 14 ] | [ 15 ] | [ 16 ] | [ 17 ] | [ 18 ] | [ 1 ]  |

## Religion
Der Ort ist seit der Reformation evangelisch-lutherisch geprägt und bis heute nach St. Maria (Dorfgütingen) gepfarrt. Die Einwohner römisch-katholischer Konfession sind nach St. Ulrich und Afra (Feuchtwangen) gepfarrt.